# Kaposvári kistérség
A Kaposvári kistérség egy kistérség volt Somogy megyében, központja Kaposvár volt. Ahogy a legtöbb kistérség, a kaposvári is 1994-ben jött létre és 2014-ben szűnt meg.

## Települései
| Alsóbogát     | Baté           | Bodrog        | Bőszénfa       | Büssü        |
| Cserénfa      | Csoma          | Csombárd      | Ecseny         | Edde         |
| Felsőmocsolád | Fonó           | Gadács        | Gálosfa        | Gölle        |
| Hajmás        | Hetes          | Igal          | Juta           | Kaposgyarmat |
| Kaposhomok    | Kaposkeresztúr | Kaposvár      | Kazsok         | Kercseliget  |
| Kisgyalán     | Magyaratád     | Magyaregres   | Mernye         | Mezőcsokonya |
| Mosdós        | Nagyberki      | Orci          | Osztopán       | Patalom      |
| Polány        | Ráksi          | Sántos        | Simonfa        | Somodor      |
| Somogyaszaló  | Somogygeszti   | Somogyjád     | Somogysárd     | Somogyszil   |
| Szabadi       | Szentbalázs    | Szentgáloskér | Taszár         | Újvárfalva   |
| Várda         | Zimány         | Zselickislak  | Zselicszentpál |              |

## Története
2007-ben vált ki belőle 23 település, amik megalkották a Kadarkúti kistérséget.